# Enercon E-112
Gli aerogeneratori Enercon E-112 sono alcuni tra i più potenti modelli di turbina a vento che siano mai stati costruiti. Sono stati fabbricati tra il 2002 e il 2006 dal produttore tedesco Enercon. Con la gondola del generatore a oltre 100 m di altezza, un diametro del rotore di 114 m di larghezza e un'altezza totale di 124 m, questi modelli possono generare da 4,5 MW a 6 MW di potenza per turbina. La velocità di rotazione va da 8 a 13 rpm. La capacità di generazione massima raggiunta da questi aerogeneratori era di 6 MW.

## Storia
Il modello E-112, con una potenza nominale di 6 MW era uno dei maggiori aerogeneratori del mondo. Prodotta a Magdeburgo, gli ultimi modelli raggiunsero un diametro delle pale di 114 m (112 m nelle prime versioni da 4,5 MW) e un'altezza dell'asse di circa 125 m (a seconda del tipo di torre impiegata).

## Caratteristiche e dimensioni

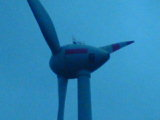
La gondola dell'Enercon E-112 pesa

Quando la pala raggiunge il punto più alto, la punta della stessa si trova a 180 m di altezza. La gondola (contenente un generatore sincrono) ha un diametro di 12 metri e, con le pale un peso superiore alle 550 t, sostenuta da una torre di cemento armato pesante 2500 t. Il diametro della torre di sostegno va da 12 m alla base fino a 4 m all'altezza della gondola.
Quando le punte delle pale girano velocemente (48–78 m/s) il rotore gira a minore velocità, fatto che lo rende meno rumoroso e molesto rispetto ai modelli di minore potenza. Riesce a produrre la stessa quantità di energia di tre o quattro E-66, ma allo stesso tempo è più silenzioso rispetto ai quattro E-66 nel loro insieme. Attualmente questi aerogeneratori sono installati in parchi eolici a terra.
Si calcola che uno dei modelli dell'aerogeneratore Enercon E-112, nei pressi di Emden, possa produrre, in un'annata ventosa, circa 16 GWh annui, l'equivalente del consumo di 4750 abitazioni (3500 kWh di consumo annuo per casa) o ai consumi elettrici di 16.000 persone (1000 kWh per persona/anno).
Le pale dei primi E-112 vennero fabbricate da Abeking & Rasmussen di Lemwerder. In seguito si proseguì la produzione nella fabbrica Enercon di Magdeburg-Rothensee, e le enormi pale vennero trasportate da chiatte per il canale di Kiel. Ogni pala ha una lunghezza di circa 52 m e pesa 22 t.